# Elia VII (VI)
Elia VII (... – Monastero di Rabban Ormisda, 26 maggio 1591) è stato un vescovo cristiano orientale siro, patriarca della Chiesa d'Oriente dal 1558/9 al 1591.
Poiché un patriarca di nome Elia VI non è mai esistito, benché censito nelle cronotassi tradizionali dei patriarchi della Chiesa d'Oriente, il numero ordinale corretto di Elia VII è quello di Elia VI. Nelle fonti bibliografiche è indistintamente designato con entrambi gli ordinali.

## Biografia
Figlio del prete Giwargis, nel 1545 fu nominato natar kursya ed erede designato al trono patriarcale. Fu anche metropolita, di sede sconosciuta, probabilmente Mosul. Dopo la morte dello zio Shimun VII, il 1º novembre 1558, divenne patriarca della Chiesa d'Oriente con residenza nel monastero di Rabban Ormisda nei pressi di Alqosh.
Secondo una cronaca dei Carmelitani di Persia, nel 1586 Elia inviò una professione di fede cattolica a papa Sisto V, giudicata però eretica.
A questo patriarca il vescovo Giuseppe di Urmia ha dedicato un inno funebre.
Elia morì il 26 maggio 1591, come attesta la lapide sepolcrale conservata nel monastero di Rabban Ormisda. L'iscrizione certifica che Elia governò per 15 anni come metropolita e per 32 come patriarca.